# Rettenbach am Auerberg
Rettenbach am Auerberg település Németországban, azon belül Bajorországban. Lakosainak száma 903 fő (2023. december 31.).

## Népesség
A település népessége az elmúlt években az alábbi módon változott:
| Lakosok száma | 665  | 808  | 805  | 834  | 827  | 845  | 861  | 920  | 900  | 903  |
|               | 1950 | 2011 | 2012 | 2014 | 2015 | 2016 | 2017 | 2021 | 2022 | 2023 |